# 立花政夫
立花 政夫（たちばな まさお、1949年10月27日- ）は、日本の心理学者、東京大学名誉教授。

## 経歴
1972年東大文学部心理学科卒、同大学院修士課程修了、1979年慶應義塾大学医学研究科修了、「網膜の情報伝達路」で医学博士。岡崎国立共同研究機構生理学研究所助手、1979年ハーバード・メディカルスクール神経生物学科のトルステン・ウィーセル研の研究生。1988年東京大学文学部助教授、1994年教授。2007－09年文学部長・人文社会系研究科長。2015年定年退任、名誉教授。
電気生理学的手法を用いた網膜研究の第一人者。

## 共編
- 『知覚と認知の心理学 4 知覚の機序』鳥居修晃共編　培風館 1993

## 論文
- Cinii

## 注
1. ↑  『現代日本人名録』2002年